# Wasted
«Wasted» — песня американского рэпера Juice WRLD. Выпущена в качестве сингла с дебютного студийного альбома Goodbye & Good Riddance, при участии Lil Uzi Vert. Премьера состоялась на Apple Music Beats 1.

## История
Видеоигра Grand Theft Auto упоминается в песне, HotNewHipHop описали отсылку как «очаровательную игру на сообщение, которое появляется, когда вы умираете в Grand Theft Auto».

## Композиция
Смысл песни заявлен как «Juice становится уязвимым в отношении партнера, который пытается „приблизиться к Сатане“, разговаривая с ним „в Матрице“» и «борьба с двойственностью наркокультуры, где пользователи знают о своих собственных демонах, но продолжают возвращаться по той или иной причине». Он размышляет о потреблении наркотиков с девушками, которые делают WRLD и Uzi Vert грустными.

## Чарты
| Чарт (2018)                         | Высшая позиция |
| ----------------------------------- | -------------- |
| Канада (Billboard Canadian Hot 100) | 73             |
| США (Billboard Hot 100)             | 67             |

## Сертификации
| Регион | Сертификация | Продажи   |
| --- | ------------ | --------- |
| Австралия (ARIA) | Золотой      | 35 000    |
| Канада (Music Canada) | Платиновый   | 80 000    |
| США (RIAA) | Платиновый   | 1 000 000 |
| ^ Данные о тиражах приведены только на основе сертификации. · Данные о продажах + прослушиваниях приведены только на основе сертификации. |              |           |